# Álex López Morón
Pour les articles homonymes, voir Moron.
Álex López Morón, né le 28 novembre 1970 à Barcelone, est un joueur de tennis espagnol.

## Palmarès

### Titres en double messieurs
| No | Date       | Nom et lieu du tournoi | Catégorie   | Dotation  | Surface      | Partenaire    | Finalistes                | Score     |          |
| -- | ---------- | ---------------------- | ----------- | --------- | ------------ | ------------- | ------------------------- | --------- | -------- |
| 1  | 17-07-2000 | Croatia Open Umag      | Int' Series | 375 000 $ | Terre (ext.) | Albert Portas | Ivan Ljubičić Lovro Zovko | 6-1, 7-62 |          |
| 2  | 21-07-2003 | Croatia Open Umag      | Int' Series | 375 000 $ | Terre (ext.) | Rafael Nadal  | Todd Perry Thomas Shimada | 6-1, 6-3  | Parcours |

## Parcours dans les tournois duGrand Chelem

### En simple
| Année | Open d'Australie | Open d'Australie | Internationaux de France | Internationaux de France | Wimbledon       | Wimbledon  | US Open         | US Open   |
| ----- | ---------------- | ---------------- | ------------------------ | ------------------------ | --------------- | ---------- | --------------- | --------- |
| 1995  | —                | —                | 1er tour (1/64)          | Y. El Aynaoui            | 1er tour (1/64) | C. Pioline | 1er tour (1/64) | B. Becker |
| 1999  | —                | —                | 1er tour (1/64)          | S. Koubek                | —               | —          | —               | —         |
| 2000  | 1er tour (1/64)  | J. Krošlák       | —                        | —                        | —               | —          | —               | —         |

N.B. : à droite du résultat se trouve le nom de l'ultime adversaire.

### En double
| Année | Open d'Australie              | Open d'Australie             | Internationaux de France       | Internationaux de France  | Wimbledon                   | Wimbledon                       | US Open                        | US Open                   |
| ----- | ----------------------------- | ---------------------------- | ------------------------------ | ------------------------- | --------------------------- | ------------------------------- | ------------------------------ | ------------------------- |
| 1999  | 1er tour (1/32) M. Ardinghi   | A. Florent D. Macpherson     | 1er tour (1/32) J. Alonso      | J.-R. Lisnard M. Llodra   | 1er tour (1/32) M. Ardinghi | P. Galbraith J. Gimelstob       | —                              | —                         |
| 2000  | 2e tour (1/16) A. Portas      | Jiří Novák D. Rikl           | 1er tour (1/32) A. Portas      | N. Kulti M. Tillström     | 1er tour (1/32) A. Portas   | J. Coetzee B. Haygarth          | 1er tour (1/32) A. Portas      | M. Hood J. Waite          |
| 2001  | 2e tour (1/16) A. Portas      | M. Hill J. Tarango           | 1er tour (1/32) G. Puentes     | D. Nestor S. Stolle       | 2e tour (1/16) A. Portas    | D. Prinosil C. Suk              | —                              | —                         |
| 2002  | 2e tour (1/16) J. I. Carrasco | B. Black S. Schalken         | 1er tour (1/32) J. I. Carrasco | L. A. Ker G. Etlis        | —                           | —                               | 1er tour (1/32) J. I. Carrasco | M. Knowles D. Nestor      |
| 2003  | 1er tour Carlos Moyà          | Ellis Ferreira Brian MacPhie | 1er tour Albert Costa          | Martin Damm Cyril Suk     | 1er tour Félix Mantilla     | Karol Beck Karol Kučera         | 2e tour Félix Mantilla         | Bob Bryan Mike Bryan      |
| 2004  | 1er tour Félix Mantilla       | Gastón Gaudio Ivo Karlović   | 1er tour Luis Horna            | Wayne Black Kevin Ullyett | 2e tour David Škoch         | Simon Aspelin Todd Perry        | 1er tour Irakli Labadze        | Igor Andreev David Ferrer |
| 2005  | —                             | —                            | 1er tour Óscar Hernández       | Tomáš Berdych Tomáš Zíb   | 1er tour Tommy Robredo      | Johan Landsberg Robin Söderling | —                              | —                         |

N.B. : le nom du ou de la partenaire se trouve sous le résultat ; le nom des ultimes adversaires se trouve à droite.